# Marchaux
Marchaux és un municipi francès situat al departament del Doubs i a la regió de Borgonya - Franc Comtat. L'any 2007 tenia 1.035 habitants.

## Demografia

### Població
El 2007 la població de fet de Marchaux era de 1.035 persones. Hi havia 386 famílies de les quals 84 eren unipersonals (36 homes vivint sols i 48 dones vivint soles), 117 parelles sense fills, 165 parelles amb fills i 20 famílies monoparentals amb fills.
La població ha evolucionat segons el següent gràfic:
Habitants censats

### Habitatges
El 2007 hi havia 411 habitatges, 388 eren l'habitatge principal de la família, 7 eren segones residències i 16 estaven desocupats. 338 eren cases i 72 eren apartaments. Dels 388 habitatges principals, 285 estaven ocupats pels seus propietaris, 89 estaven llogats i ocupats pels llogaters i 13 estaven cedits a títol gratuït; 1 tenia una cambra, 22 en tenien dues, 32 en tenien tres, 80 en tenien quatre i 252 en tenien cinc o més. 349 habitatges disposaven pel capbaix d'una plaça de pàrquing. A 146 habitatges hi havia un automòbil i a 217 n'hi havia dos o més.

### Piràmide de població
La piràmide de població per edats i sexe el 2009 era:
| Homes | Edats   | Dones |
| ----- | ------- | ----- |
| 4     | 95 o +  | 0     |
| 0     | 90 a 94 | 0     |
| 4     | 85 a 89 | 8     |
| 0     | 80 a 84 | 8     |
| 0     | 75 a 79 | 16    |
| 12    | 70 a 74 | 8     |
| 12    | 65 a 69 | 20    |
| 16    | 60 a 64 | 8     |
| 20    | 55 a 59 | 40    |
| 20    | 50 a 54 | 28    |
| 48    | 45 a 49 | 36    |
| 44    | 40 a 44 | 44    |
| 32    | 35 a 39 | 44    |
| 52    | 30 a 34 | 32    |
| 16    | 25 a 29 | 32    |
| 20    | 20 a 24 | 12    |
| 28    | 15 a 19 | 36    |
| 24    | 10 a 14 | 44    |
| 20    | 5 a 9   | 52    |
| 40    | 0 a 4   | 40    |

## Economia
El 2007 la població en edat de treballar era de 689 persones, 542 eren actives i 147 eren inactives. De les 542 persones actives 504 estaven ocupades (280 homes i 224 dones) i 38 estaven aturades (16 homes i 22 dones). De les 147 persones inactives 60 estaven jubilades, 60 estaven estudiant i 27 estaven classificades com a «altres inactius».

### Ingressos
El 2009 a Marchaux hi havia 399 unitats fiscals que integraven 1.057 persones, la mediana anual d'ingressos fiscals per persona era de 19.742 €.

### Activitats econòmiques
Dels 37 establiments que hi havia el 2007, 2 eren d'empreses extractives, 1 d'una empresa alimentària, 1 d'una empresa de coc i refinatge, 1 d'una empresa de fabricació d'altres productes industrials, 5 d'empreses de construcció, 8 d'empreses de comerç i reparació d'automòbils, 4 d'empreses de transport, 2 d'empreses d'hostatgeria i restauració, 1 d'una empresa financera, 4 d'empreses immobiliàries, 2 d'empreses de serveis, 4 d'entitats de l'administració pública i 2 d'empreses classificades com a «altres activitats de serveis».
Dels 15 establiments de servei als particulars que hi havia el 2009, 1 era una oficina d'administració d'Hisenda pública, 1 gendarmeria, 1 oficina de correu, 3 tallers de reparació d'automòbils i de material agrícola, 1 guixaire pintor, 2 fusteries, 1 lampisteria, 1 electricista, 2 perruqueries, 1 restaurant i 1 agència immobiliària.
L'únic establiment comercial que hi havia el 2009 era una fleca.
L'any 2000 a Marchaux hi havia 3 explotacions agrícoles.

## Equipaments sanitaris i escolars
El 2009 hi havia una escola elemental.

## Poblacions més properes
El següent diagrama mostra les poblacions més properes.